# 袁侨
袁侨（?—?），出自轅氏，中国春秋时期陈国的卿大夫。
前570年，楚国子重死后，子辛为令尹，侵害小国满足欲望，陈成公派袁侨如参加晋国、鲁国（叔孙豹为使）等中原国家的盟会，来和中原国家和解。